# خوسيه فيليبي مورايس كابرال
خوسيه فيليبي مورايس كابرال (بالبرتغالية: José Filipe Moraes Cabral‏) هو دبلوماسي برتغالي، ولد في 6 ديسمبر 1950 في لشبونة في البرتغال.